# Палфий, Фёдор Юрьевич
Фёдор Юрьевич Палфий — советский учёный, доктор биологических наук (1965), профессор (1966), академик ВАСХНИЛ.

## Биография
Родился в 1925 году в Королеве. Член КПСС.
С 1950 года — на хозяйственной, общественной и политической работе. В 1950—1996 гг. — главный ветеринарный врач районной ветеринарной больницы Яворова, аспирант Института агробиологии АН УССР, младший научный сотрудник лаборатории биохимии с.-х. животных, старший научный сотрудник лаборатории кормления с.-х. животных НИИ земледелия и животноводства западных районов УССРР, заведующий лабораторией кормления с.-х. животных Украинского НИИ физиологии и биохимии с.-х. животных, директор, заведующий лабораторией биохимии с.-х. животных НИИ земледелия и животноводства западных районов УССР. заведующий отделом Закарпатского НИИ АПК, заведующий кафедрой неорганической и органической химии Львовской академии ветеринарной медицины им. С. З. Гжицкого.
Умер в 1996 году.